# Karl Heinz Ladenhauf
Karl Heinz Ladenhauf (* 1947)  ist ein österreichischer römisch-katholischer Theologe.
Ladenhauf studierte römisch-katholische Theologie, Psychologie und Soziologie an der Universität Graz. Seit 1989 ist Ladenhauf als Professor für Pastoralpsychologie an der Universität Graz tätig.
2011 unterzeichnete Ladenhauf das Memorandum Kirche 2011: Ein notwendiger Aufbruch.

## Werke (Auswahl)
- Aspekte des gesellschaftlichen Kontextes in ihrer Bedeutung fuer die Erwachsenenbildung, (gemeinschaftlich mit Karl Mittlinger), Wien 1983
- Integrative Therapie und Gestalttherapie in der Seelsorge, Junfermann, Paderborn 1988
- Die Trauernden trösten. Anmerkungen zur Begleitung Trauernder, 2005